# Szwedzki lapphund
Szwedzki lapphund – rasa północnych psów pasterskich, zaliczana do V grupy FCI.  Nie podlega próbom pracy.

## Rys historyczny
Przodkowie lapphunda byli używani przez Lapończyków do zaganiania reniferów, później pies ten zaganiał także owce. Rasa oficjalnie uznana w Szwecji w 1944 roku. Pies ten, jako nielicza z ras, posiada gen d1, który występuje jedynie w Skandynawii.

## Wygląd
Ten średniej wielkości pies jest typowym szpicem, z charakterystyczną lisią mordką i silnie zakręconym ogonem. Przed zimnem chroni go gęsta, wełnista sierść. Umaszczenie lapphunda jest zwykle jednolicie czarne, choć czasami występują także białe znaczenia i brązowe refleksy.

## Zachowanie i charakter
Jest to rasa życzliwa i czujna.